# 미콜라이우 주정부 청사 공습
2022년 3월 29일, 러시아군은 미콜라이우 전투에서 주정부 청사를 공습했다.

## 공습
미사일 공격으로 건물의 절반이 파괴, 건물 내부에 거대한 구멍이 남았으며 수많은 화재가 발생했다. 시장의 사무실도 파괴되었다.
공습으로 37명이 사망하고 34명이 부상당했다.
주지사 비탈리 킴은 그날 밤 늦잠을 자서 출근하지 않았기에 살아남았다. 주지사는 잔해 밑에 여전히 8명이 갇혀 있고 3명의 군인이 실종된 상태라고 말했다.
우크라이나 대통령 볼로디미르 젤렌스키는 얼마 후 덴마크 의회에 보낸 영상으로 공습이 있었음을 확인시켰다.

## 같이 보기
- 미콜라이우 전투
- 미콜라이우 집속탄 폭격